# Bildein
Bildein è un comune austriaco di 338 abitanti nel distretto di Güssing, in Burgenland. È stato istituito nel 1993 con lo scorporo delle località di Oberbildein e Unterbildein dal comune di Eberau; capoluogo comunale è Unterbildein. Fino al 1971 Oberbildein e Unterbildein erano stati comuni autonomi.